# Phôi

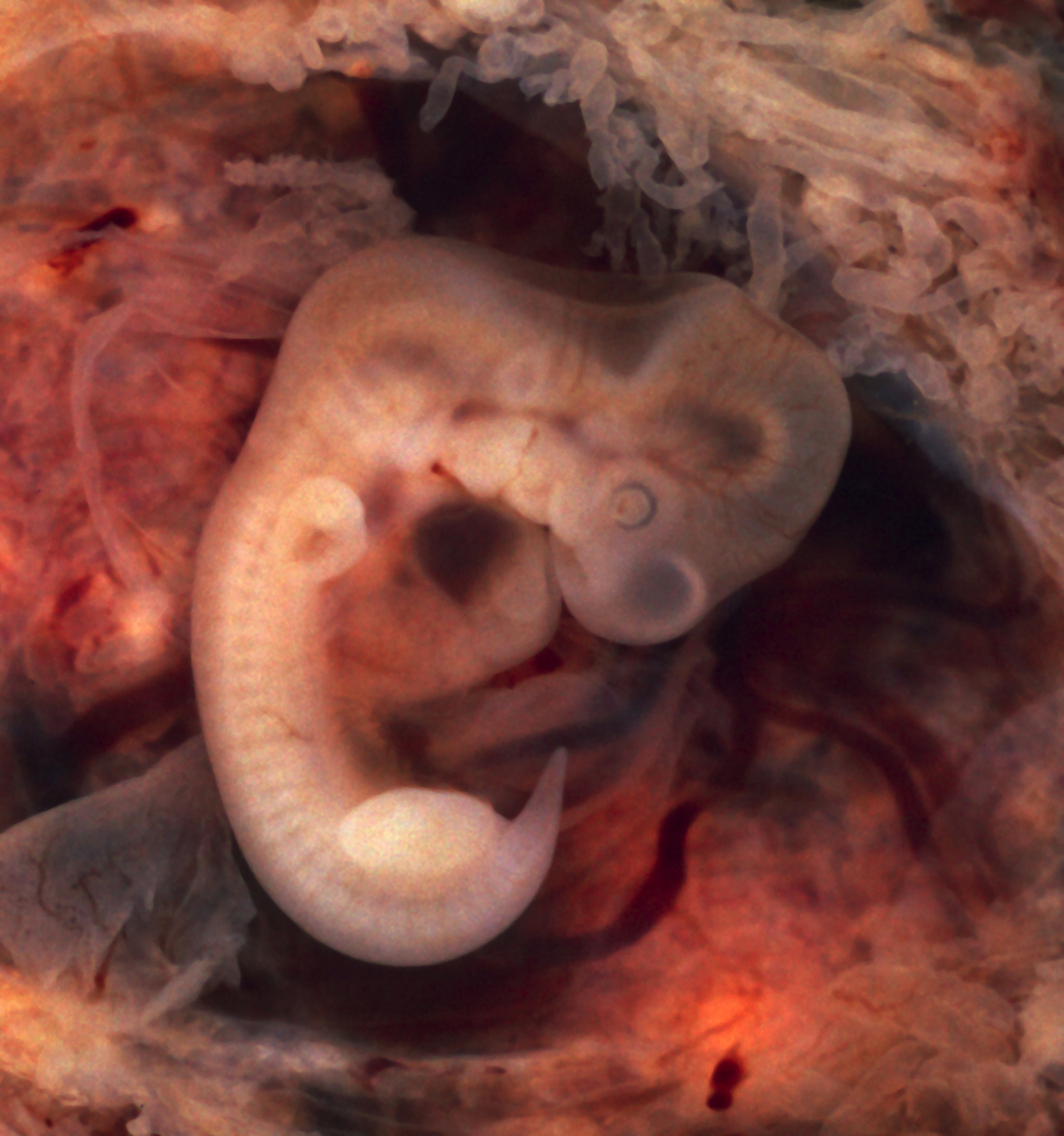
Phôi thai người (Tuần thứ 5)

Phôi (tên gọi tiếng Anh là embryo, xuất phát từ tiếng Hy Lạp: ἔμβρυον, số nhiều ἔμβρυα, có nghĩa là "cái còn trẻ", biến thể của ἔμβρυος (embruos) mang nghĩa "đang phát triển", ghép từ ἐν (en: trong) và βρύω (bruō: lớn lên, đầy đủ), còn theo tiếng Latin là embryum) là giai đoạn phát triển sớm nhất của một sinh vật nhân thực đa bào lưỡng bội, tính từ thời điểm phân bào đầu tiên cho đến khi sinh nở, hoặc nảy mầm. Ở người, phôi là hợp tử trong giai đoạn khoảng tám tuần sau khi thụ tinh (tức là mười tuần kể từ kỳ kinh nguyệt cuối), sau thời gian đó hợp tử được gọi là bào thai hay là thai nhi.

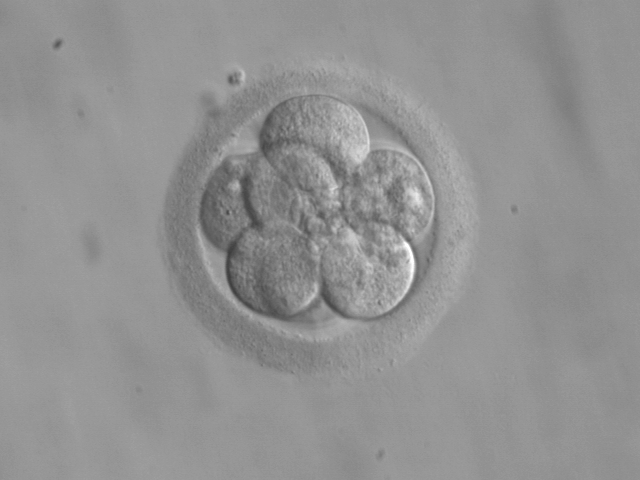
Phôi thai 8 tế bào (ngày thứ 3)

Sự phát triển của phôi được gọi là sự tạo phôi. Trong các sinh vật sinh sản hữu tính, khi tinh trùng thụ tinh một tế bào trứng, sẽ tạo ra một tế bào gọi là hợp tử có chứa DNA của cha và mẹ. Ở thực vật, động vật, và một số động vật nguyên sinh, hợp tử sẽ bắt đầu nguyên phân
để tạo ra một sinh vật đa bào. Kết quả của quá trình này là một phôi.